# Бейбарс (эпос)
«Бейбарс» (араб. سيرة الظاهر بيبرس‎, Сират аз-Захир Байбарс — «Жизнеописание аз-Захира Бейбарса») — арабский эпос. Автор неизвестен.
До нашего времени дошли несколько рукописей эпоса, относящихся, главным образом, к XVIII веку. Написан на египетском диалекте арабского языка.
Пользовался большой популярностью. Главный герой — аз-Захир Сейф-ад-дин ас-Салихи Бейбарс, султан (правил в 1260—1277) тюркской мамлюкской династии Бахри.
Описывается служба Бейбарса при дворе султана ас-Салиха Айюба, после смерти которого он участвует в возведении на престол сына последнего. В следующих частях рассказывается о приключениях Бейбарса при новых султанах, о его военных подвигах в Сирии и других странах.
Полностью эпос, состоящий из 50 частей, был опубликован в Каире в 1908—1909 годах. Название романа «Сират аз-Захир» («История Победоносца») А. Е. Крымский толковал как «Повесть о победоносном султане аз-Захире». Две последних части повествования продолжают историю Египта до наших дней. Следуя обычаю, повествование группируют в десять «хронолого-тематических циклов».
Народный роман, как называют его специалисты, складывался в течение нескольких веков. Впервые упомянут в одном из трудов египетского историка Ибн Ийаса в начале XVI века. Как отмечает арабист Лэн, много лет проработавший в Египте, роман о Бейбарсе в первой половине XIX века считался «одним из самых популярных произведений народной литературы». Такого же мнения придерживался и директор главного медицинского управления Египта француз Клот-бей, отмечая популярность романа в своей книге о Египте, изданной в 1840 году. Таха Хусейн, чьё детство прошло в деревне, в своих «Днях» вспоминает, что роман о Бейбарсе был особо любим крестьянами.
В основном герои романа представлены реальными историческими лицами, а описываемые события в целом согласуются с подлинными эпизодами истории того времени. По мнению И. Фильштинского, это говорит о том, что основа романа создана с использованием письменных источников. Как полагает историк, это могли быть «описание жизни Бейбарса, сделанное его секретарем Мухи ад-Дином ибн Абд аз-Захиром (1223—1292), труды египетских историков аль-Макризи (1364—1442) и Ибн Тагриберди (1409—1470)». Не исключено, что могли использоваться и иные, не дошедшие до нас сочинения подобного рода.
Отмечается, что повествование характеризуется заметной мусульманской направленностью. Христиане и другие иноверцы, отказывающиеся принять ислам, показаны в негативном свете. Сочинение, как и толкование событий, отражает взгляды горожанина с чётко выраженным сочувствием к нищающим купцам и ремесленникам. А сам Бейбарс в народном романе показан как честный государь, заботящийся о своих подданных и останавливающий беззакония чиновников.